# Pseudohadena evanida
Pseudohadena evanida là một loài bướm đêm trong họ Noctuidae.